# يوتا ناراوا
يوتا ناراوا (باليابانية: 奈良輪 雄太) (29 أغسطس 1987 في كاناغاوا في اليابان – )؛ هو لاعب كرة قدم ياباني سابق كان يلعب كلاعب وسط.

## وصلات خارجية
- يوتا ناراوا على موقع رابطة كرة القدم اليابانية للمحترفين (اليابانية)
- يوتا ناراوا على موقع قاعدة بيانات كرة القدم.إي يو (الإنجليزية)
- يوتا ناراوا على موقع Soccerway.com (الإنجليزية)
- يوتا ناراوا على موقع عالم كرة القدم.نت (الإنجليزية)